# Imitation of Life (R.E.M.)
Imitation of Life is een nummer van de Amerikaanse alternatieve rockband R.E.M. uit 2001. Het is de eerste single van hun twaalfde studioalbum Reveal.
Als het aan de bandleden van R.E.M. had gelegen was "Imitation of Life" nooit als single uitgebracht. Ze dachten er zelfs over om het nummer helemaal geen plekje op "Reveal" te geven. Dit omdat ze het een typische R.E.M.-track vinden, en zichzelf alleen maar willen vernieuwen, niet herhalen. Uiteindelijk besloot de band om het nummer toch op het album te zetten, en als single uit te brengen. En met succes, want nummer wist in veel landen de hitlijsten te behalen, in sommige landen zelfs de nummer 1-positie. In de Amerikaanse Billboard Hot 100 flopte het nummer echter met een 83e positie. In de Nederlandse Top 40 haalde het een bescheiden 23e positie, in Vlaanderen bleef het steken op een 8e positie in de Tipparade.